# Ernst Erich Noth
Ernst Erich Noth, pseudonimo di Paul Krantz (Berlino, 25 febbraio 1909 – Bensheim, 15 gennaio 1983), è stato uno scrittore tedesco.

## Biografia
Figlio illegittimo di Elisabeth Steegemann, venne adottato dal marito di lei Heinrich Krantz, un musicista alcolizzato. Crebbe in povertà nel quartiere Mariendorf di Berlino, dove dovette badare ai tre fratelli più piccoli durante la prima guerra mondiale, con sua madre che lavorava in una fabbrica di munizioni e suo padre che fu arruolato nella Marina.
Grazie a una borsa di studio per studenti poveri meritevoli erogata dalla Repubblica di Weimar riuscì a frequentare una scuola preparatoria per l'università, dopodiché proseguì gli studi alla prestigiosa Odenwaldschule, un istituto ai tempi considerato progressista che enfatizzava la cooperazione, l'attenzione ai bisogni psicologici degli studenti e l'impiego di piani di studio individuali. Essendosi pienamente integrato nella società borghese e intellettuale dell'epoca, abbandonò definitivamente l'ambiente in cui era cresciuto e iniziò a cimentarsi nei suoi primi scritti. Nel 1929 si iscrisse all'Università di Francoforte, dove studiò germanistica con Hans Naumann e Franz Schultz. Tra gli altri suoi docenti si annoverano Paul Tillich in filosofia, Karl Mannheim in sociologia, Kurt Riezler in storia e Max Horkheimer in filosofia sociale.
Esordì nel mondo del giornalismo scrivendo per il Frankfurter Zeitung, grazie al quale conobbe il romanziere Joseph Roth e l'editore Eugen Claassen, il quale curò il primo romanzo di Noth intitolato Die Mietskaserne (1931). Con l'ascesa al potere di Adolf Hitler nel 1933, fu perseguitato per le sue idee di sinistra e il suo appartamento di Francoforte venne sequestrato. Riparò così a Parigi, dove pubblicò il suo secondo romanzo Der Einzelgdnger (1936). Contrariamente a Bertolt Brecht, Thomas Mann e altri esuli tedeschi, Noth abbandonò gradualmente la sua lingua madre nella sua produzione letteraria in favore di quella francese: nel 1934 pubblicò La tragedie de la jeunesse allemande, un saggio sui problemi politici della gioventù tedesca, cui seguirono i due romanzi La voie barree (1937) e Le desert (1939).
Gli anni francesi furono i più significativi della sua carriera. Conobbe diversi intellettuali come Georges Bernanos, Charles Du Bos, Jean Guéhenno, André Gide, André Malraux, Gabriel Marcel e André Maurois. Poco dopo il matrimonio con la cantante Elena Fels, la Francia venne invasa dai nazisti durante la seconda guerra mondiale, e Noth venne rimosso da un incarico presso il ministero della propaganda francese. Scappò quindi dalla Francia di Vichy verso la Provenza, dove fu editore dell'influente rivista Les Cahiers du Sud di Jean Ballard.
Poiché la sua permanenza in Francia diventava sempre più un pericolo, scappò negli Stati Uniti, dove visse per 22 anni. La vita nel nuovo continente non raggiunse gli standard degli anni parigini, tuttavia dal 1942 al 1946 diresse il servizio in lingua tedesca della NBC, poi nel 1949 divenne editore e direttore del Books Abroad. Negli anni '50 insegnò brevemente alla Marquette University e continuò a pubblicare in francese La guerre pourrie (1942) e Fonts sur le Rhin (Montreal, 1947-48), un'opera in tre volumi sulle conseguenze politiche della guerra. In inglese pubblicò la monografia The Contemporary German Novel (Milwaukee, 1961).
Nel 1964 pubblicò il romanzo Le passe nu, la sua ultima opera in francese. Nei decenni successivi tornò in patria, dove insegnò letteratura all'Università di Francoforte fino al suo pensionamento giunto nel 1980, con specializzazione sulla "letteratura dell'esilio". Visse i suoi ultimi anni in Assia con la sua seconda moglie Claudia Schnarr. Nel 1971 vennero pubblicate le sue memorie, cui seguì una ristampa di Die Mietskaserne nel 1982. Morì l'anno successivo all'età di 74 anni.